# Ischnochitonidae
Ischnochitonidae es una familia grande y diversa de moluscos quitones formada por aproximadamente 175 especies en todo el mundo. Poseen forma oval a alargada y las conchas son usualmente convexas y con una elevación variable. La ornamentación varía de lisa a esculpida y comparten características como la presencia de muchas hendiduras en las placas de inserción de las dos conchas terminales y solo una o dos hendiduras en las conchas intermedias.

## Galería

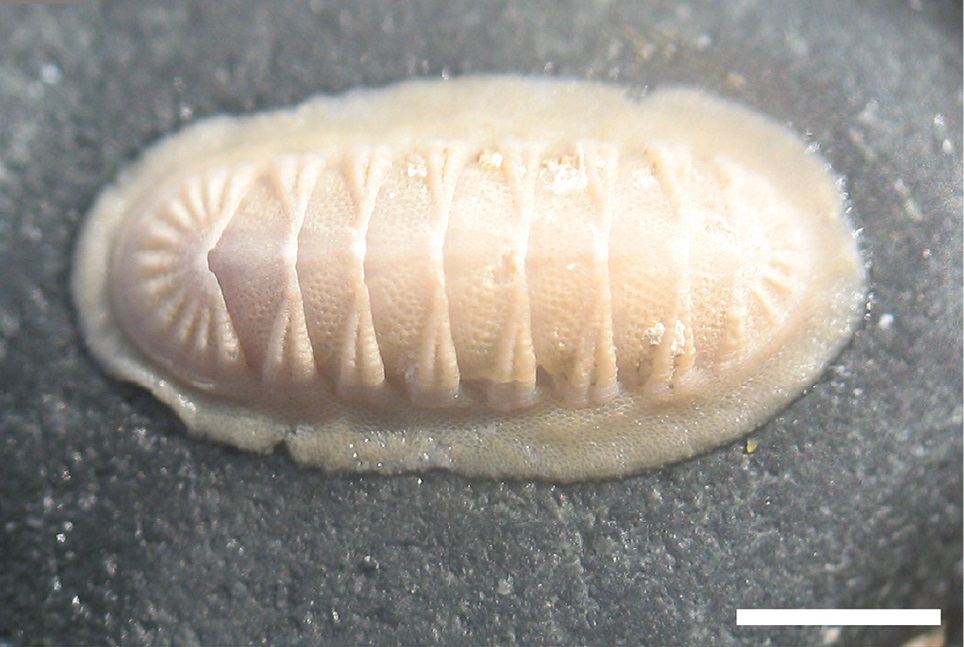
Callistochiton
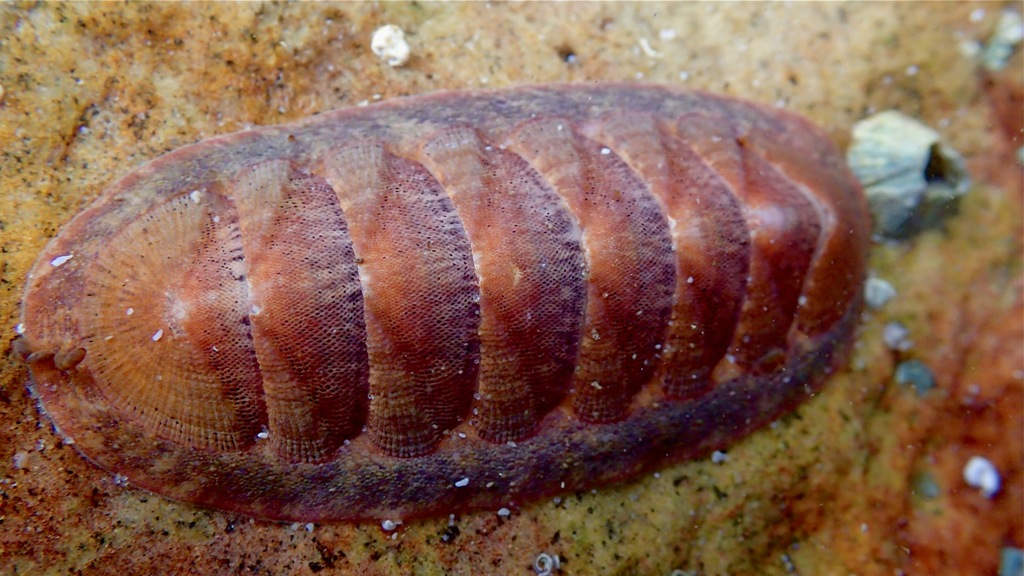
Callochiton
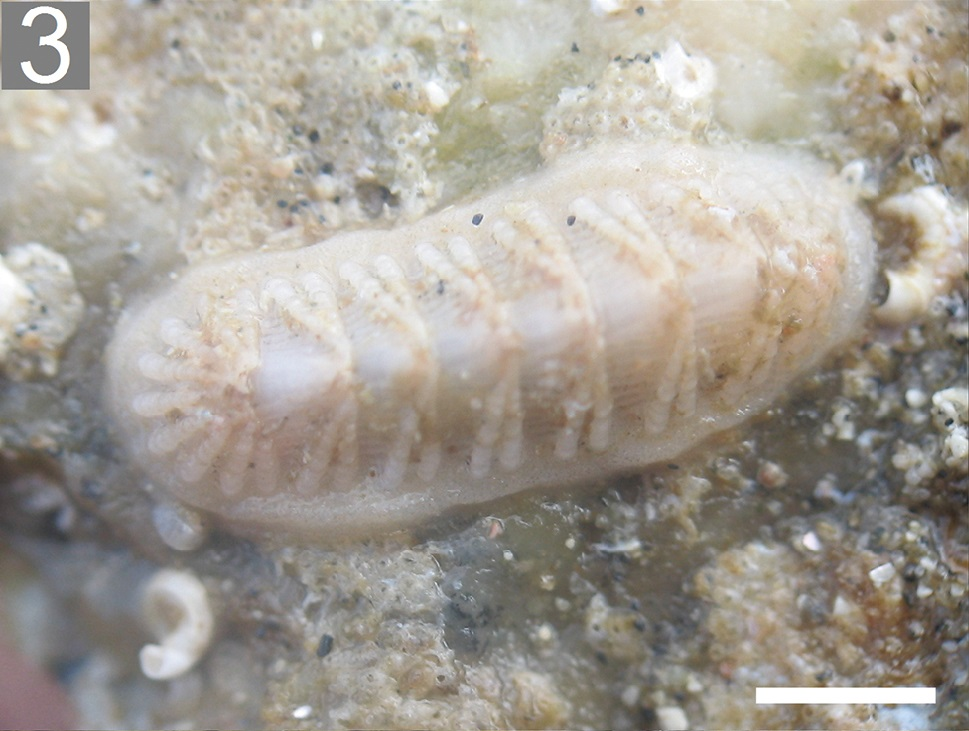
Calloplax
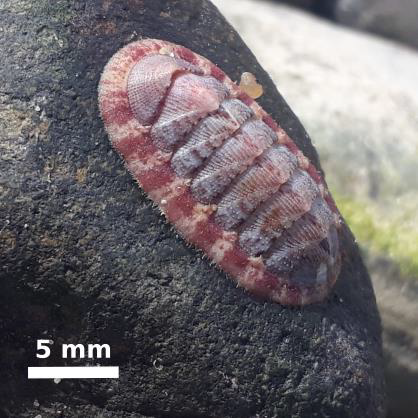
Chaetopleura
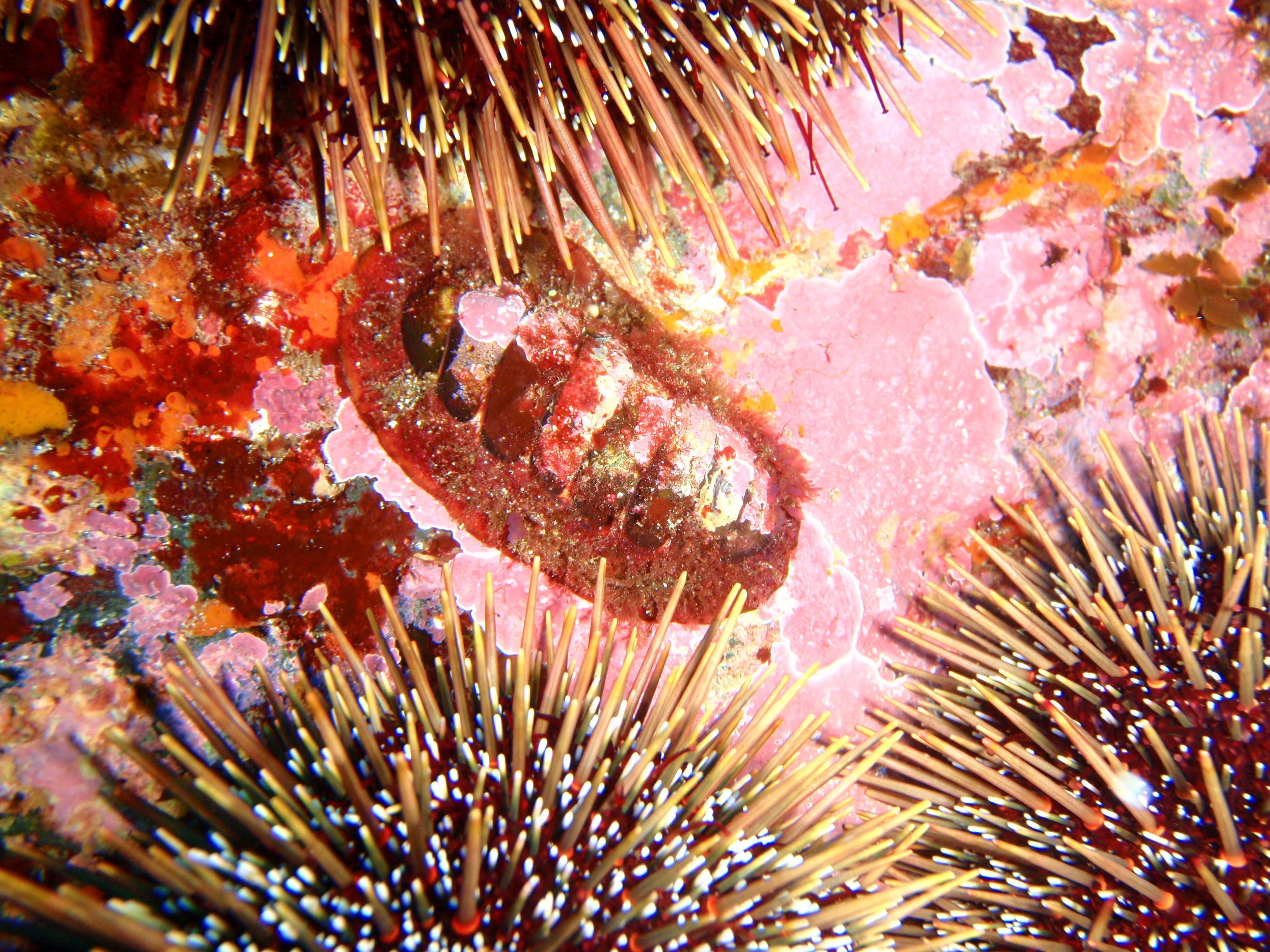
Quitón noble (Eudoxochiton)
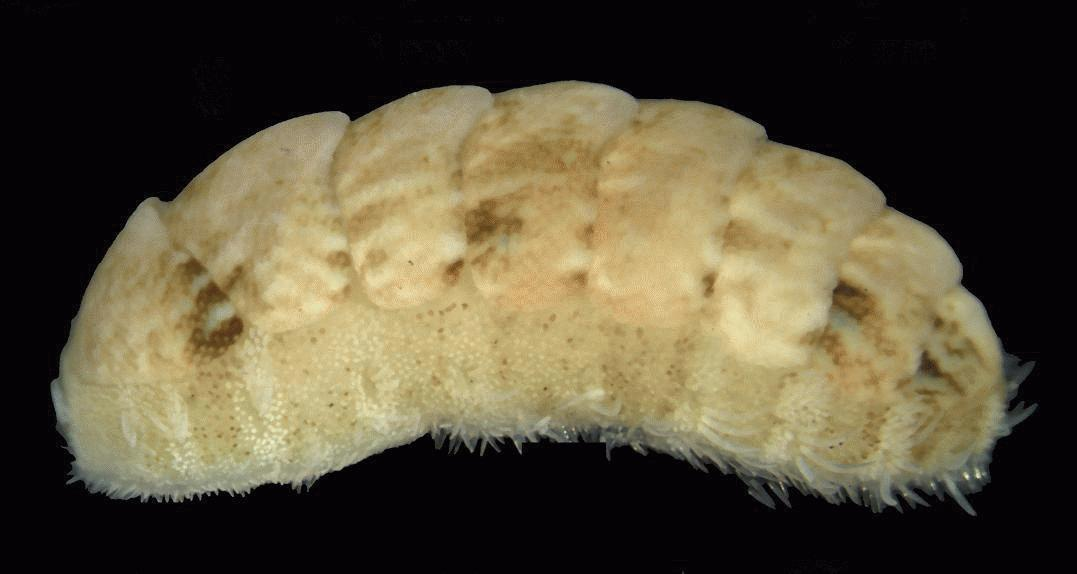
Lepidochitona
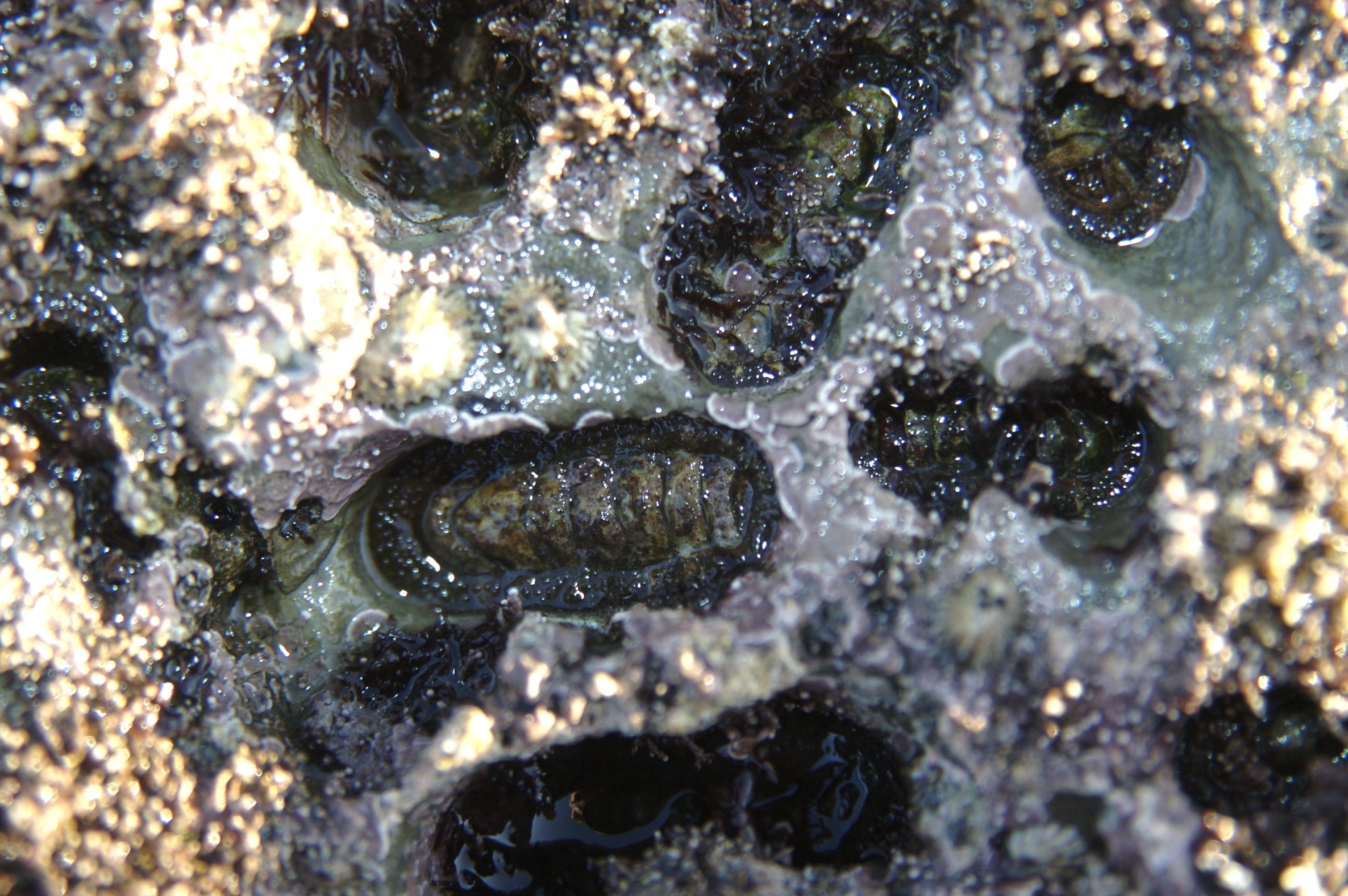
Nuttallina
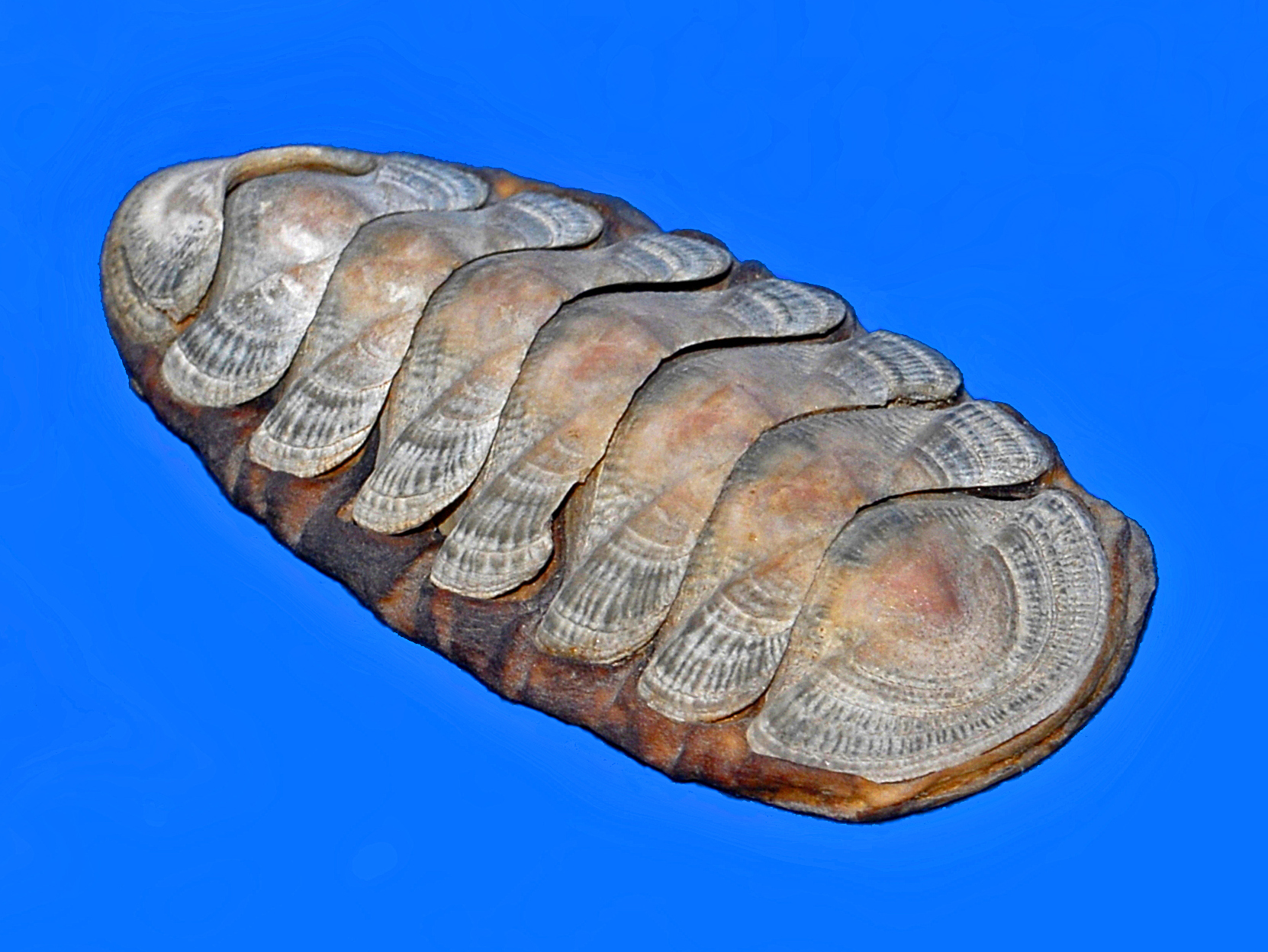
Stenoplax
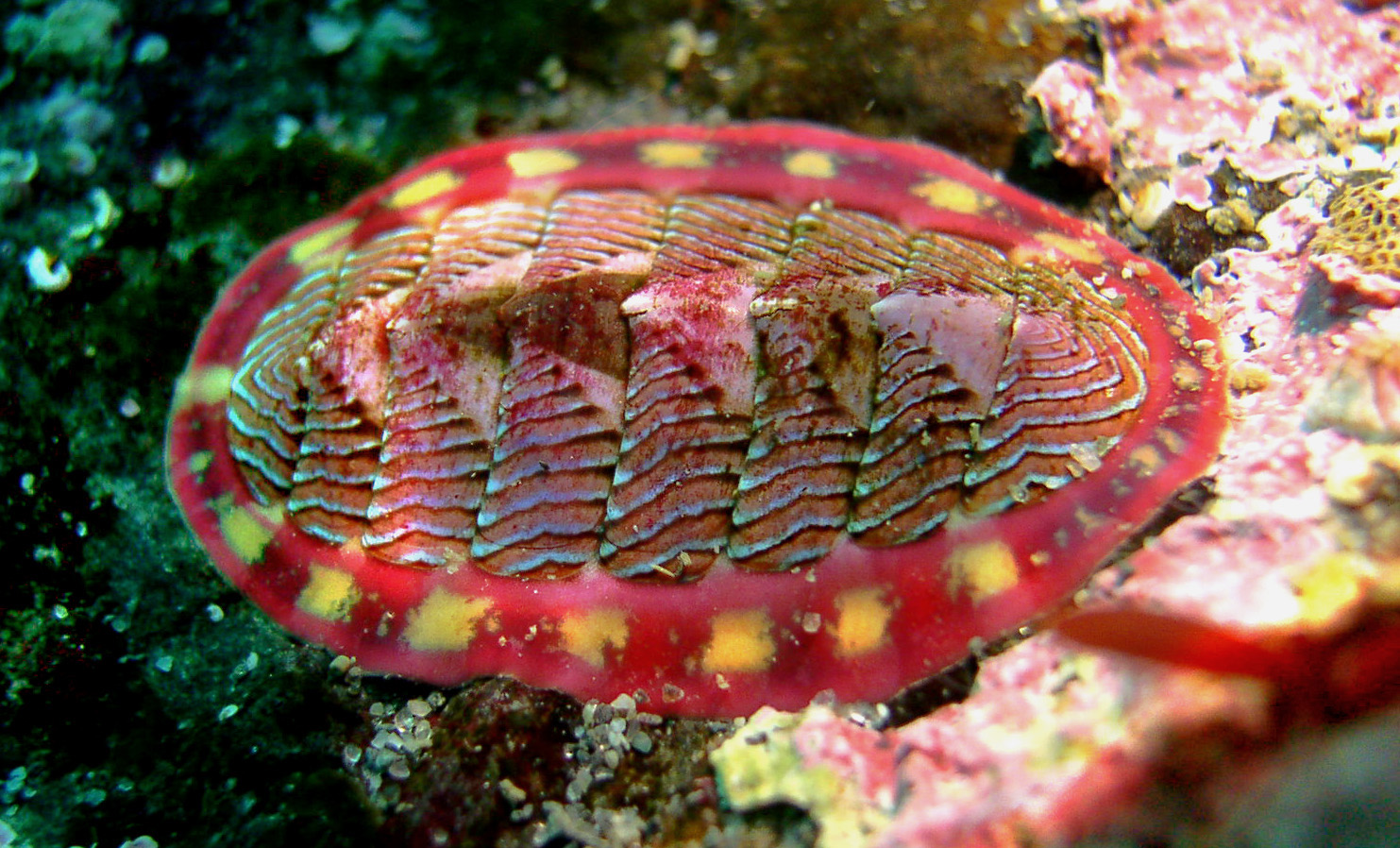
Tonicella